# بخش راولپندی
بخش راولپندی (به انگلیسی: Rawalpindi Division) یک بخش در پاکستان است که در پنجاب واقع شده‌است. بخش راولپندی ۱۰٬۰۰۷٬۸۲۱ نفر جمعیت دارد.